# Charles Goniaux
Charles Goniaux, né le 10 juin 1872 à Douai (Nord) et décédé le 17 janvier 1960 dans la même ville, est un homme politique français.

## Biographie
Il travaille dès l'âge de 9 ans à la verrerie de Dorignies les Douai, 13 heures par jour après lesquels il assiste aux cours du soir. À 12 ans, il est engagé comme galibot à la Compagnie des mines de l'Escarpelle.
Licencié pour fait de grève en 1889, il entre un an après à la compagnie des mines d'Aniche et y fonde le syndicat. De nouveau licencié pour faits de grève en 1893, il est élu secrétaire de la section des mineurs de Dorignies, fonction qu'il occupe de 1894 à 1906. En 1900, il est élu président du syndicat des mineurs du (Nord), poste qu'il occupera jusqu'en 1926.
Membre du Parti ouvrier français depuis 1896, il adhère à la Fédération Autonome Socialiste en 1900, il entre au conseil municipal de Douai en 1904 avec Léon Escoffier.
Il est élu député de la 1re circonscription de Douai de 1906 à 1932 et conseiller général du Nord de 1913 à 1940.
Président de la Fédération Départementale de la Ligue de l'Enseignement, membre de la Libre Pensée, il est décédé le 17 janvier 1960.

## Sources
- « Charles Goniaux », dans le Dictionnaire des parlementaires français (1889-1940), sous la direction de Jean Jolly, PUF, 1960 [détail de l’édition]